# Sankt Andreas katolska församling
Sankt Andreas katolska församling är en romersk-katolsk församling i nordöstra Skåne. Församlingen tillhör Stockholms katolska stift.
Redan 1933 uppfördes Sankt Petri katolska kyrka i Bromölla och mässor började firas även i Hässleholm och Färlöv. Detta utgånget från Vår Frälsares församling i Malmö som hade bildats redan 1870. 

År 1971 bildades Johannes Döparens katolska församling med området Kristianstad, Hässleholm, Olofström och Landskrona. År 1980 delades denna församling i Johannes Döparens katolska församling i Landskrona och Sankt Andreas katolska församling i Hässleholm. År 1981 invigs Sankt Andreas katolska kapell i Hässleholm. År 1985 bildas en egen församling i Olofstöm, Sankt Antonius katolska församling. År 1986 invigdes Sankta Maria katolska kapell i Kristianstad.
Församlingens expedition finns i Kristianstad. Mässa firas regelbundet i Bromölla, Hässleholm och Kristianstad.